# Salterio de Ingeborg

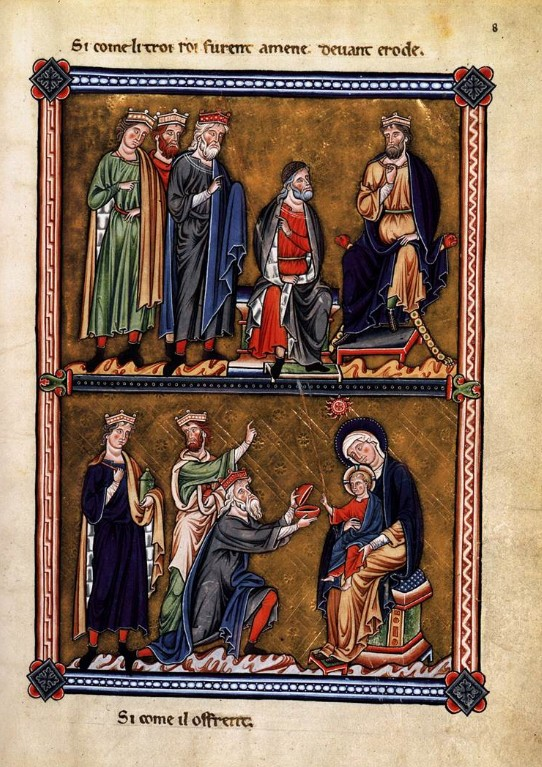
Los Reyes magos y Herodes

El Salterio de Ingeborg  es un manuscrito iluminado de finales del siglo xii ahora conservado en el Musée Condé de Chantilly, Francia. Esta obra es uno de los más significativos ejemplos sobrevivientes de la pintura gótica temprana.
Este salterio o libro de salmos fue creado alrededor de 1195 en el norte de Francia para Ingeborg de Dinamarca, reina de Francia y esposa del rey Felipe II de Francia. Se desconoce quién encargó el Salterio, pero pudo ser Étienne de Tournai o Eleanor de Vernandois, condesa de Beaumont-sur-Oise. 
El manuscrito fue un libro de oraciones para devocionales privados y contiene un calendario, los 150 salmos en latín y otros textos litúrgicos. En total 200 folios. El texto está escrito en letra gótica minúscula temprana. 